# Rozhledna Háj u Aše
Rozhledna Háj u Aše (původním názvem Bismarckova rozhledna) se tyčí na vrchu Háj v české části pahorkatiny Smrčiny, asi 1 km severovýchodně nad městem Aš v Ašském výběžku.

## Prvotní záměr a stavba turistické chaty Hainberghaus
Hainberg/Háj (757 m) byl obyvateli města Aše nazýván „Domovským kopcem“. V roce 1861 jej městu prodal za 6000 zlatých hrabě Karl Max Zedtwitz. Kopec býval obyčejným šedým kamenitým vrcholem. Na začátku 60. let 19. století se ujal jeho ozelenění fabrikant Georg Unger, který zde zřídil první „Hainberggarten“ (zahradu). Vrchol Háje se stával čím dál více lesnatější, už jen z toho důvodu, že byla založena tradice vysazování jedle na památku výročí úmrtí některého z významných obyvatel Aše.
Po založení Ašské sekce/Sektion Asch Německého a rakouského alpského spolku/Deutscher und Österreichischer Alpenverein v roce 1878 se objevilo postupem času také přání vlastnit v domovské vrchovině vlastní turistickou základnu. Proto také v roce 1883 rozhodla valná hromada o stavbě turistické chaty na vrcholu Hainbergu/Háje. Turistickou chatu se podařilo slavnostně otevřít v roce 1884 a celkově činily náklady na její výstavbu 4 149 zlatých. Dne 2. srpna 1884 se sešli na vrcholu zástupci městského úřadu, zástupci spolupracujících spolků a mnoho místních ostatních občanů. Následovala výstavba okružních turistických tras: Asch-Hengstenberg, Hainberghaus – Grün, Hainberghaus – Neuberg. Háje se staly místním obyvatelstvem vyhledávaným přírodním koutem pro turistiku a volný čas.
První záměr postavit zde i rozhlednu se objevil v roce 1874 a k tomu účelu byl založen speciální fond, ale ani přes finanční podporu města Aše se během následujících dvaceti let nepodařilo získat dostatečné množství finančních prostředků.

## Financování a návrhy
Situace se však změnila v roce 1895 u příležitosti 80. narozenin prvního německého kancléře Otto von Bismarcka. V roce 1898 byl založen Výbor pro výstavbu rozhledny, jehož předsedou byl starosta Emil Schindler a na jehož činnosti se podíleli i členové dalších spolků (Německý a rakouský spolek alpinistů, spolek pěstitelů a zkrašlovatelů, Svaz Němců v Čechách). Zastupitelé města odsouhlasili, aby rozhledna nesla název po uctívaném německém kancléři Bismarckova věž, na jejíž architektonický návrh vypsali soutěž, po jejímž vyhlášení obdrželi 320 architektonických návrhů. Členové výboru vyhlásili sbírku na výstavbu rozhledny a brzy se podařilo shromáždit dostatek finančních prostředků.
Město oslovilo vítězného německého architekta Wilhelma Kreise, který byl označován otcem Bismarckových sloupů a jehož návrh Bismarckova sloupu Götterdämmerung (Soumrak bohů) získal 1. cenou asociace německých studentů (až do roku 1911 byl použit celkem 47×). Architekt Kreis předložil celkem dva návrhy, ale oba byly zamítnuty. Teprve třetí návrh, který se od tradičního pojetí Bismarckových sloupů lišil, byl jednomyslně schválen. Tento návrh získal v roce 1901 na umělecké výstavě v Drážďanech zlatou medaili. Stavbou rozhledny pověřil výbor pro výstavbu v srpnu 1902 ašského stavebního mistra Ernsta Hausnera a stavbyvedoucím políra Johannese Hörera z obce Steinpöhl/Kamenná.

## Stavba rozhledny
Stavba byla zahájena 22. září 1902, základní kámen byl položen 18. října téhož roku. Hrubá stavba byla dokončena v říjnu 1903 a první návštěvníci si mohli rozhlednu prohlédnout a vystoupat nahoru 25. prosince po zaplacení 10 haléřů. Rozhledna byla slavnostně otevřena 19. června 1904. Náklady na stavbu činily 58 967 rakouských korun a spotřebovalo se 666 m³ žulových kvádrů, 65 000 cihel, 58 vagónů vápna a tři vagóny cementu. Rozhledna je 34 m vysoká a její základna má čtvercový půdorys o rozměru 6,7 × 6,7 m. V roce 1913 byl u vedlejšího vchodu umístěn bronzový reliéf Bismarcka od Albrechta Gerolda st., který byl spolu s ostatními zmínkami o Bismarckovi odstraněn po roce 1945. Původní jméno nesla rozhledna pouze do vzniku Československa (1918), pak musela být na příkaz úřadů přejmenována na „Rozhledna Háj”.

## Bobová dráha
V roce 1909 byl založen na podnět Ašské sekce Německého a rakouského alpského spolku/Deutscher und Österreichischer Alpenverein (DuÖAV) Zimní sportovní spolek/Wintersportverein. Ten se také ujal úkolu postavit z vrcholu Hainbergu bobovou dráhu. Dráhu vystavěl spolek ještě ve stejném roce a měřila 984,35 metrů s výškovým rozdílem 117,5 metrů. Písemné zprávy o bobové dráze se objevují až do roku 1928. Turistická chata Hainberghaus a celá oblast vrcholu se stala také oblíbeným místem pro lyžování. Jižní, západní a východní svahy kopce byly „jako stvořené pro lyžaře.

## Současnost
V roce 2004 byly vykáceny stromy, které bránily ve výhledu, a rozhledna opět začala plnit svoji funkci. Majitelem rozhledny je město Aš. Turistická chata Hainberghaus v roce 2009 vyhořela a s obnovením provozu počítá nový majitel ke konci roku 2019. Nedaleko se nachází Sportovně-rekreační areál „Vrch Háj u Aše”, který byl otevřen v červnu 2010.